# Декстер мёртв
Декстер мёртв (Dexter is Dead) — детективный триллер американского писателя Джеффри Линдсея, последний из цикла «Декстер», по которому ранее был снят одноименный сериал компанией «ShowTime» (по первой книге «Дремлющий демон Декстера»). Эта книга вышла в 2015 году.

## Сюжет
Все начинается с того что детектив Андерсон фабрикует улики против Декстера с места преступления (которое имело место в предыдущей книге «Последний разрез Декстера» 2013 года) и он оказывается в тюрьме, до тех пор пока его биологический брат Брайан Мозер (ледяной убийца по сериалу, или мясник из таминами из первой книги) не вытаскивает его оттуда. После этих событий Декстер узнаёт, что у Брайана возник конфликт с наркокартелем и решает ему помочь. Как только дети Декстера обнаружены, Брайан, Дебра и Декстер объединяются, врываются на яхту Рауля и забирают детей обратно. Дебора забирает детей, однако Брайан погиб от бомбы, которую он сам заложил, а Декстер получает тяжелое ранение в результате выстрела Рауля.